# 海洋大厦

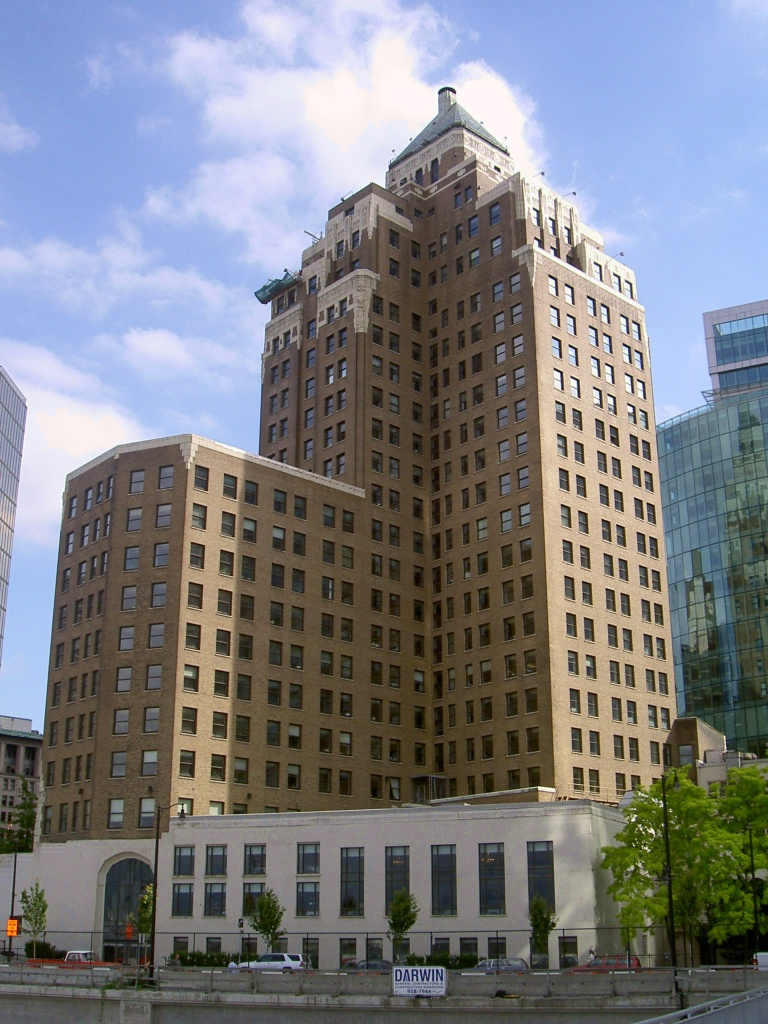
海洋大厦

海洋大厦（英語：Marine Building）是加拿大不列颠哥伦比亚省温哥华的一座摩天大楼，该市的地标建筑，位于市中心金融区附近的布勒街（Burrard Street）355号。它于1930年完工，当时是该市最高的摩天大楼。它是世界上最好的装饰风艺术建筑之一，类似同时建造的纽约派恩街70号大楼。它如此命名是因为大量精美的海洋主题装饰品。由于该建筑标志性的建筑，和精美的室内装饰，常被选为电影和电视剧的拍摄场景。

## 历史
这座建筑是由多伦多的企业家J.W.霍布斯构思的。他认识到，1914年巴拿马运河的开通，将大大提高温哥华作为商业港口的重要性，并决定，该市需要一座宏伟的标志性建筑，如同纽约新建的克莱斯勒大厦。设计委托给了麦克卡特纳·奈尔恩事务所（McCartner Nairne and Partners），该所以前从未参与过摩天大楼的设计工作。 据当地报纸报道，在1929年3月13日动工。 :
“昨天上午，W.H.马尔金市长奏响了金色的汽笛，并启动了蒸汽铲，开始挖掘布勒街新的海洋摩天大楼的场地。”
海洋大厦于1930年10月7日竣工。楼高22层，97.8（321英尺），此后直到1939年，曾是该市最高的摩天大楼。麦克卡特纳·奈尔恩事务所说，这座建筑旨在唤起“从海上升起的巨大峭壁，攀附着海洋植物和动物，在海洋的绿色中，有一抹金色。” 这座建筑造价230万美元，比预算多110万美元，—但由于大萧条，它仅以90万美元的价格卖给了爱尔兰的吉尼斯家族。2016年，估价为9，000万美元。这里有一个观景台，但在1930年代的大萧条时期，25美分的入场费对大多数人来说还是负担不起的。
由巨大的黄铜门电梯进入，墙壁上镶嵌着12种当地硬木。墙壁和抛光的黄铜门上，全都装饰着螃蟹、海龟、鱼、扇贝、海藻和海马的图案，以及当时的交通工具。地板也饰有生肖图案。外墙布满了动植物，呈现海绿色和金色。在1982-1989年翻修期间，更新了电气、机械和空调系统，大堂从苏格兰进口的“战舰油毡”（battleship linoleum）被大理石所取代。原来的商业交易所也不存在了，现在是一家名为拖拉机食品（Tractor Foods）的餐厅。这栋大楼曾是全球第三大航空聯盟寰宇一家（Oneworld）的管理中心。2000年5月在此成立，2011年6月迁至纽约。

## 流行文化
该建筑常用于拍摄电影和电视：《時空特警》，热门电视节目超人前传中的星球日报总部，《超越时间线》，《刀鋒戰士3》，神奇四侠及其续集。

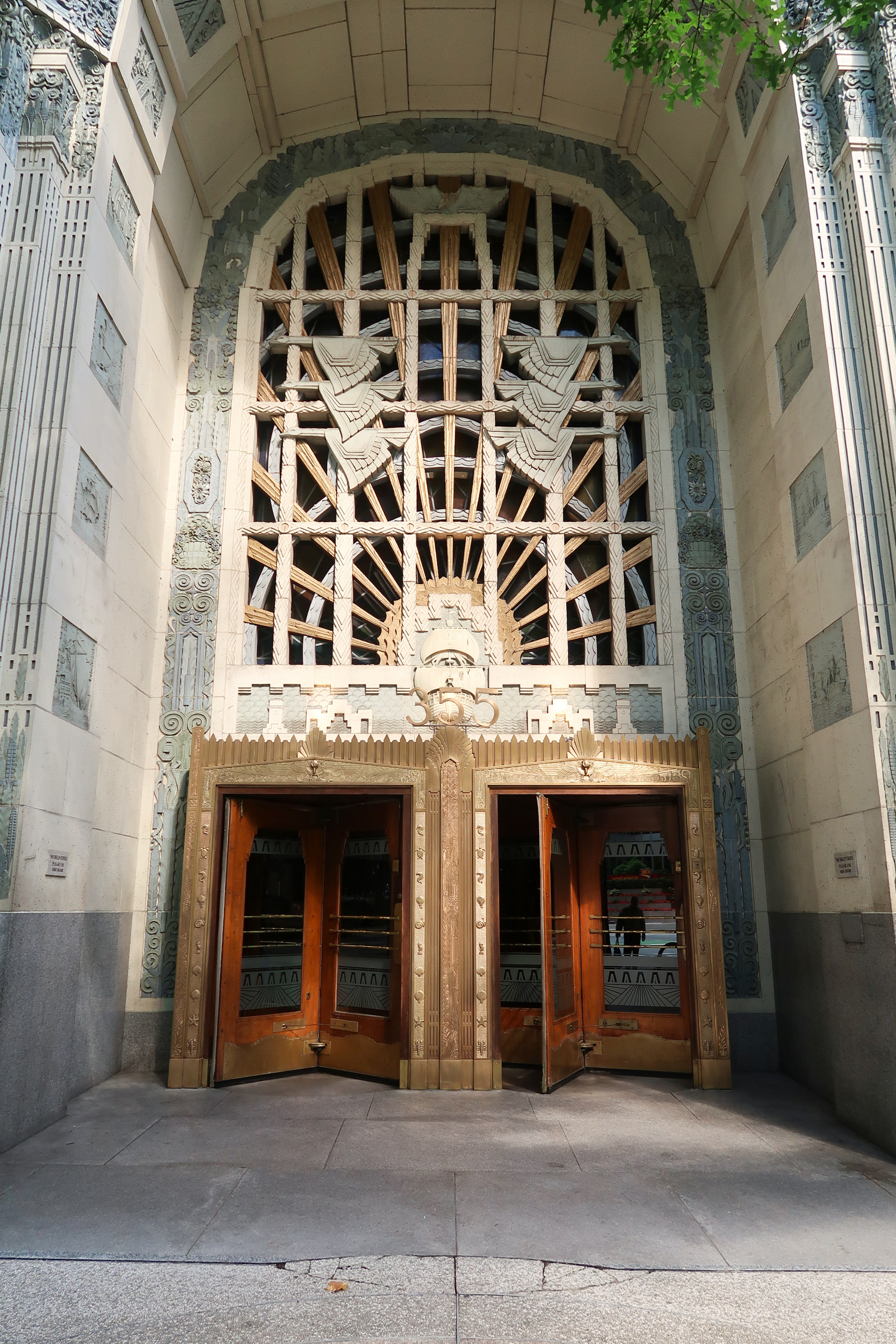
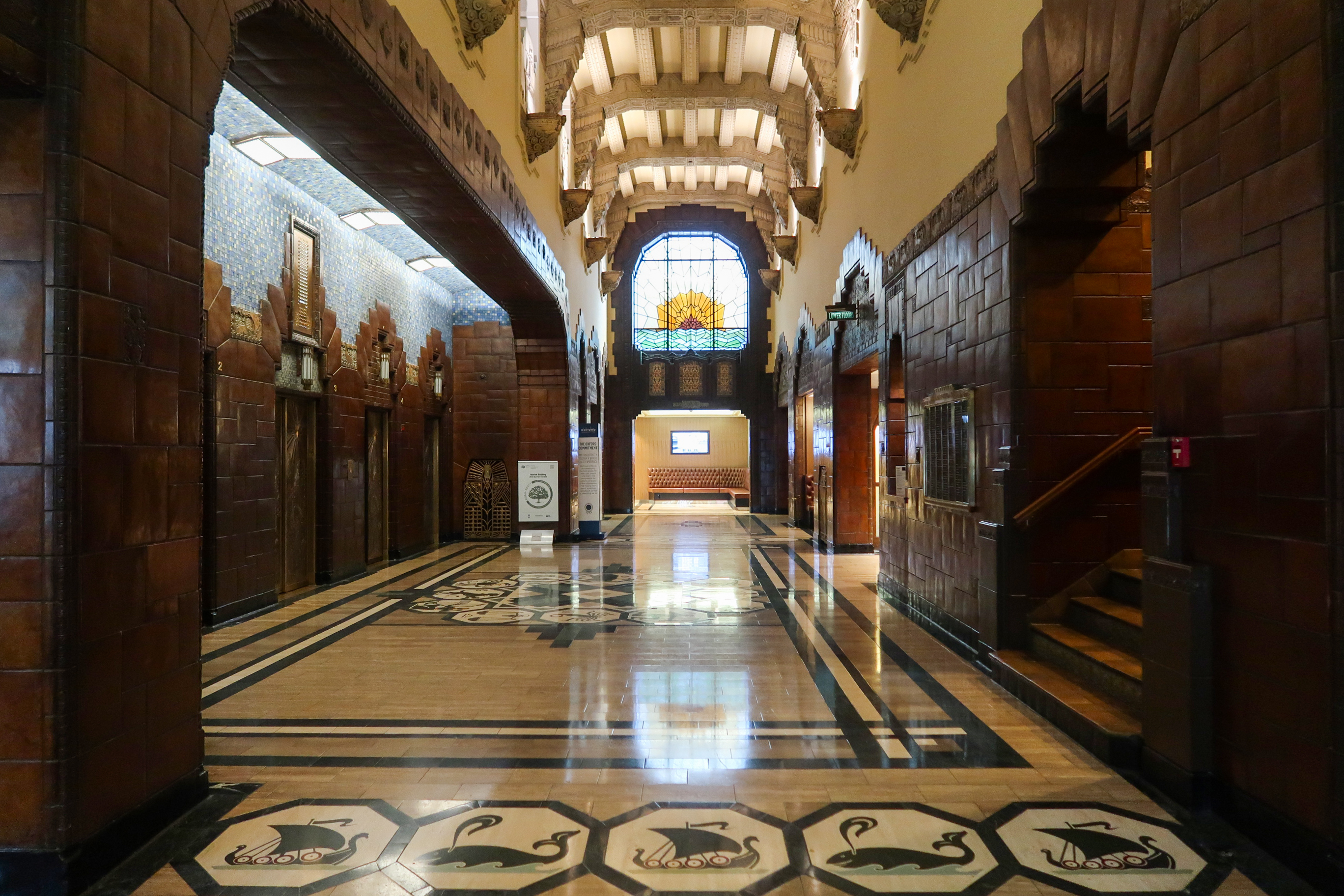
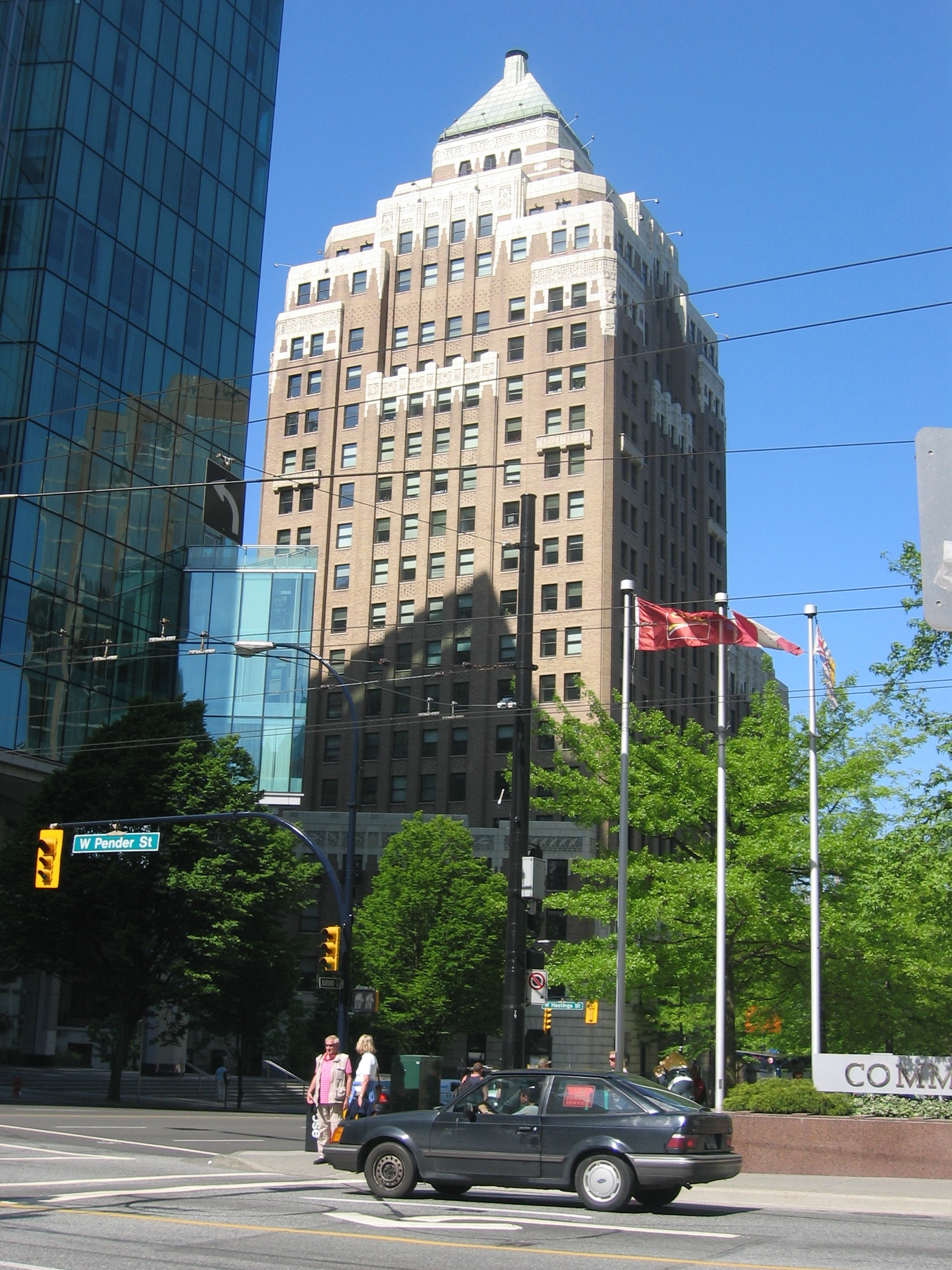
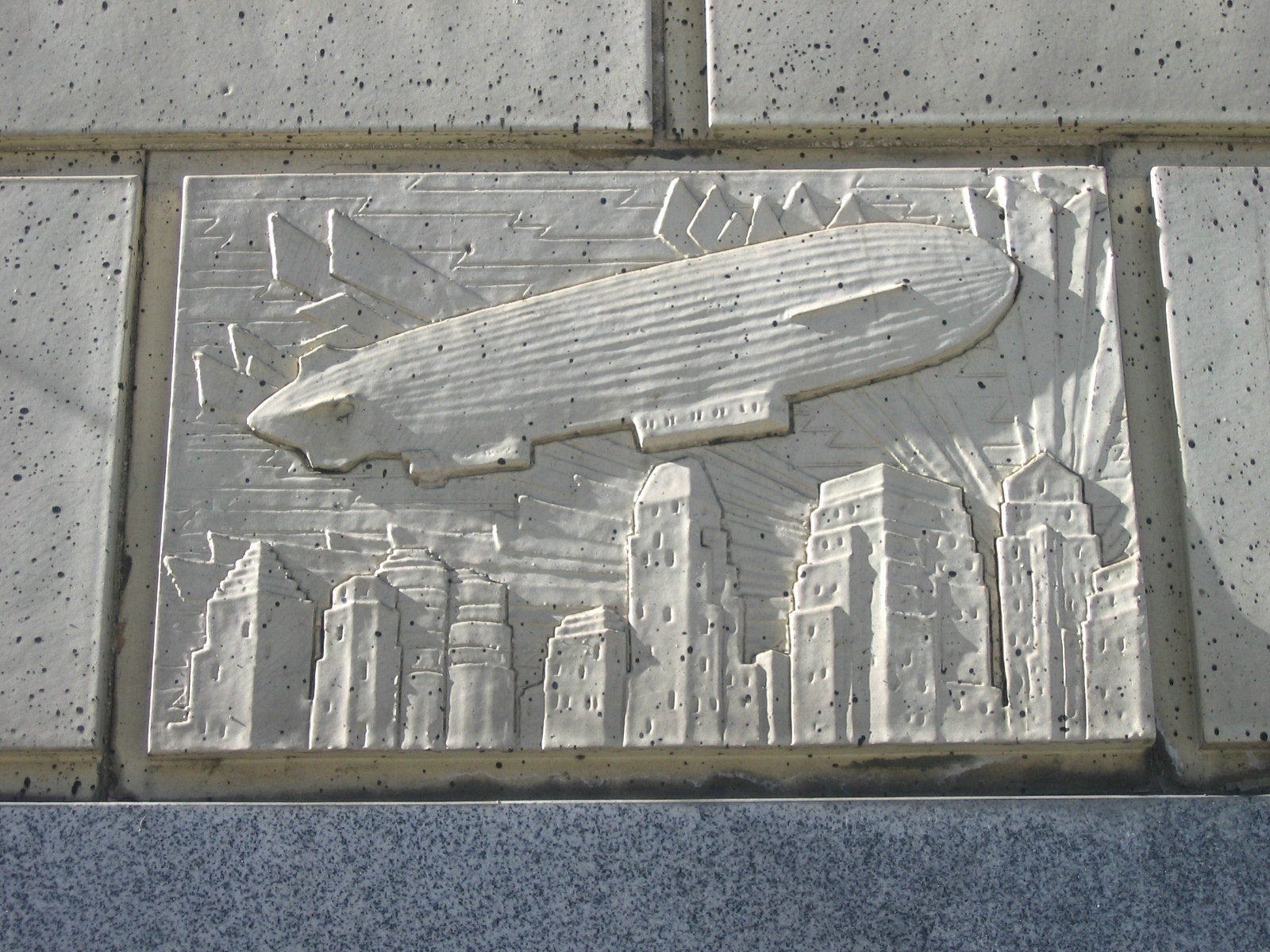
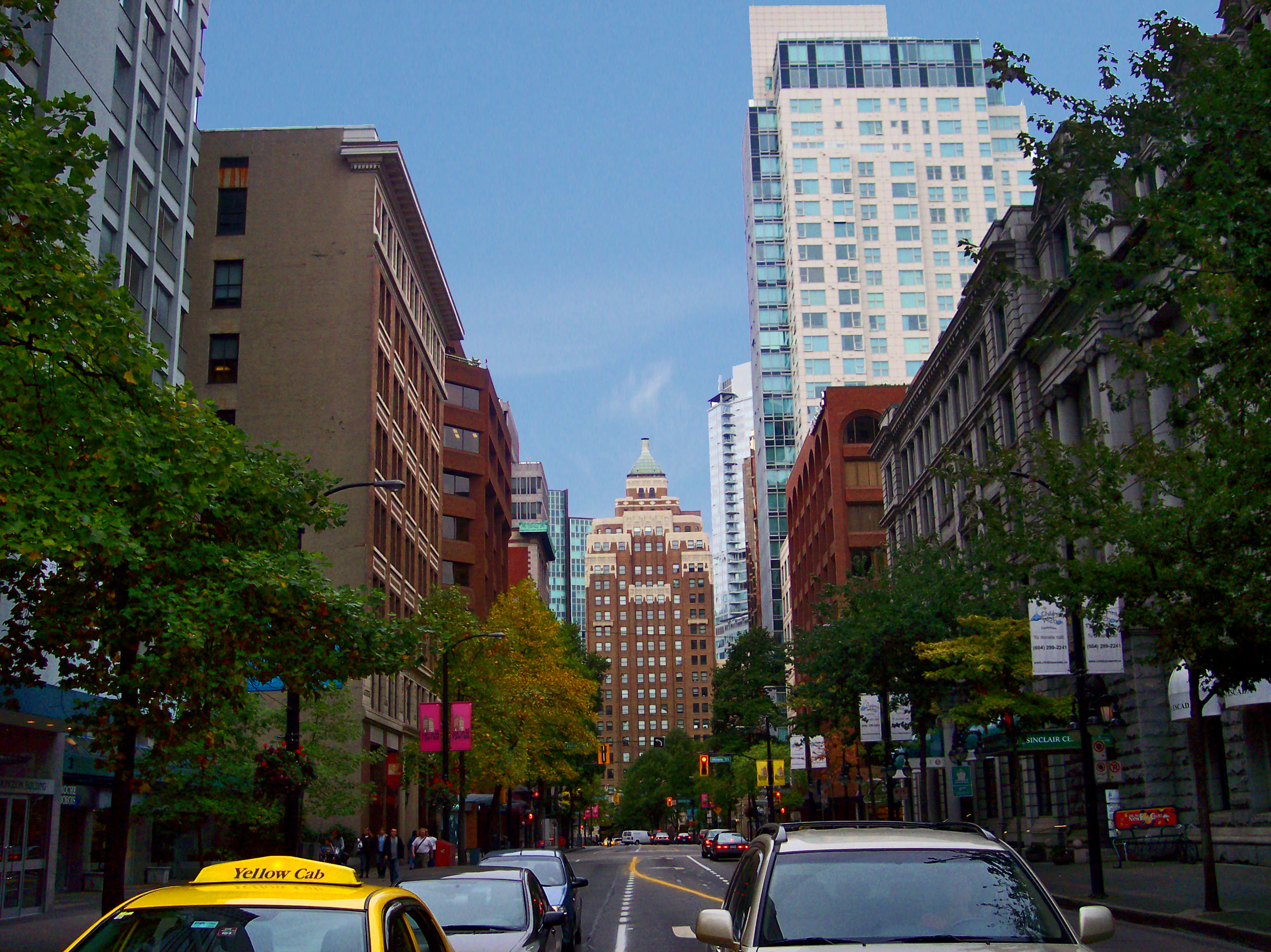